# صفحه آخر
صفحهٔ آخر یک برنامه تحلیلی و افشاگرانه بود که به بررسی شخصیت‌ها و رویدادهای خبرساز ایران اختصاص داشت. این برنامه از اردیبهشت ۱۳۹۱ کار خود را آغاز کرد و هر جمعه به صورت زنده ساعت ۸ تا ۹ شب به وقت ایران از بخش فارسی صدای آمریکا روی آنتن می‌رفت. با تعطیلی رسانه صدای آمریکا در اسفند ۱۴۰۳، پخش این برنامه نیز متوقف شد. صفحه آخر یکی از پربیننده‌ترین برنامه‌های تلویزیون صدای آمریکا بود که اجرای آن را مهدی فلاحتی بر عهده داشت.

## محتوا
برنامه با بخشی تحت عنوان تقدیمی آغاز می‌شد. در بخش اصلی برنامه، مهدی فلاحتی به تحلیل رویدادهای سیاسی هفته و سپس به افشاگری‌هایی علیه نظام جمهوری اسلامی ایران می‌پرداخت که گاهی با گفت‌وگوی فعالان سیاسی اپوزیسیون سپری می‌شد. پردهٔ آخر عنوان بخش نهایی برنامه بود که با پخش کلیپی تأمل برانگیز در هر قسمت به برنامه پایان می‌داد.